# Carbokentbrooksite
La carbokentbrooksite è un minerale appartenente al gruppo dell'eudialite.